# Las Flores (Málaga)
La Flores es un barrio perteneciente al distrito Ciudad Jardín de la ciudad de Málaga, España. Según la delimitación oficial del ayuntamiento, limita al norte con el barrio de Los Naranjos; al oeste con el barrio de Pinares de Olletas; al sur, con San Miguel; y al oeste con Segalerva y el barrio de Ciudad Jardín, que da nombre al distrito.
La plaza delantera del barrio es conocida como plaza de Riogordo, por los numerosos vecinos procedentes de este pueblo de La Axarquía que se asentaron en el barrio cuando fue construido en 1962. En la actualidad, la población se caracteriza por la presencia de numerosos vecinos de origen americano y africano.

## Urbanismo
El barrio se compone de una serie de bloques de viviendas de diferentes configuraciones. La mayoría son de unas cinco plantas de muy austera decoración, dispuestos en calles estrechas y empinadas rematadas por escaleras en algunos casos. Se trata de una urbanización típica del urbanismo del desarrollismo, con una evidente carencia de equipamientos públicos. Los pisos son de color amarillo y todos poseen las mismas características. 

## Transporte
En autobús queda conectado mediante las siguientes líneas de la EMT: 
| Línea | Trayecto                                   | Recorrido | Frecuencia    |
| ----- | ------------------------------------------ | --------- | ------------- |
| 1     | Parque del Sur - Avda. Europa (San Andrés) | Recorrido | 8-9 minutos   |
| 20    | Alameda Principal - Alegría de la Huerta   | Recorrido | 15 minutos    |
| 30    | Alameda Principal - Mangas Verdes          | Recorrido | 45-50 minutos |
| N2    | Plaza de la Marina - Circular              | Recorrido | 50-55 minutos |